# Alomônio
Uma alomona ou alomônio é qualquer substância química produzida e libertada por um indivíduo de uma espécie que afecta o comportamento de um membro de outra espécie em benefício do produtor. A produção de alomonas é uma forma comum de defesa, particularmente de espécies vegetais contra insectos herbívoros.
Muitos insectos desenvolveram formas de se defenderem contra estas defesas vegetais. Um método de adaptação às alomonas é desenvolver uma reacção positiva a elas; a alomona torna-se uma cairomona. Outros alteram as alomonas para formar feromonas ou outras hormonas, e outros ainda adoptam-nas nas suas próprias estratégias defensivas, por exemplo ao regurgitarem-nas quando atacados por insectos insectívoros.
Infoquímicos que são pertinentes à biologia de um organismo 1 que, quando em contato com um indivíduo de outra espécie (organismo 2), são favoráveis para o organismo 1 mas não para o organismo 2. Por exemplo, flores de Dracula chestertonii emitem aroma semelhante a alguns cogumelos e atraem moscas-fêmeas, genericamente conhecidas como moscas de fungos, as quais normalmente ovipositam nos recipientes nutritivos desses fungos que são fonte alimentar para as futuras larvas. Ao visitar as flores de Dracula chestertonii, as moscas agem como polinizadores, porém as larvas, ao eclodirem, morrem por escassez de alimento.

## Exemplos
- Antibióticos

Alteram o crescimento e desenvolvimento e reduzem a longevidade de adultos: toxinas ou factores redutores de digestibilidade.
- Antixenóticos

Alteram o comportamento normal de selecção de hospedeiro: repelentes, supressores, excitantes locomotores.

### Plantas que produzem alomonas
- Desmodium